# St. Stephanus (Weimar)

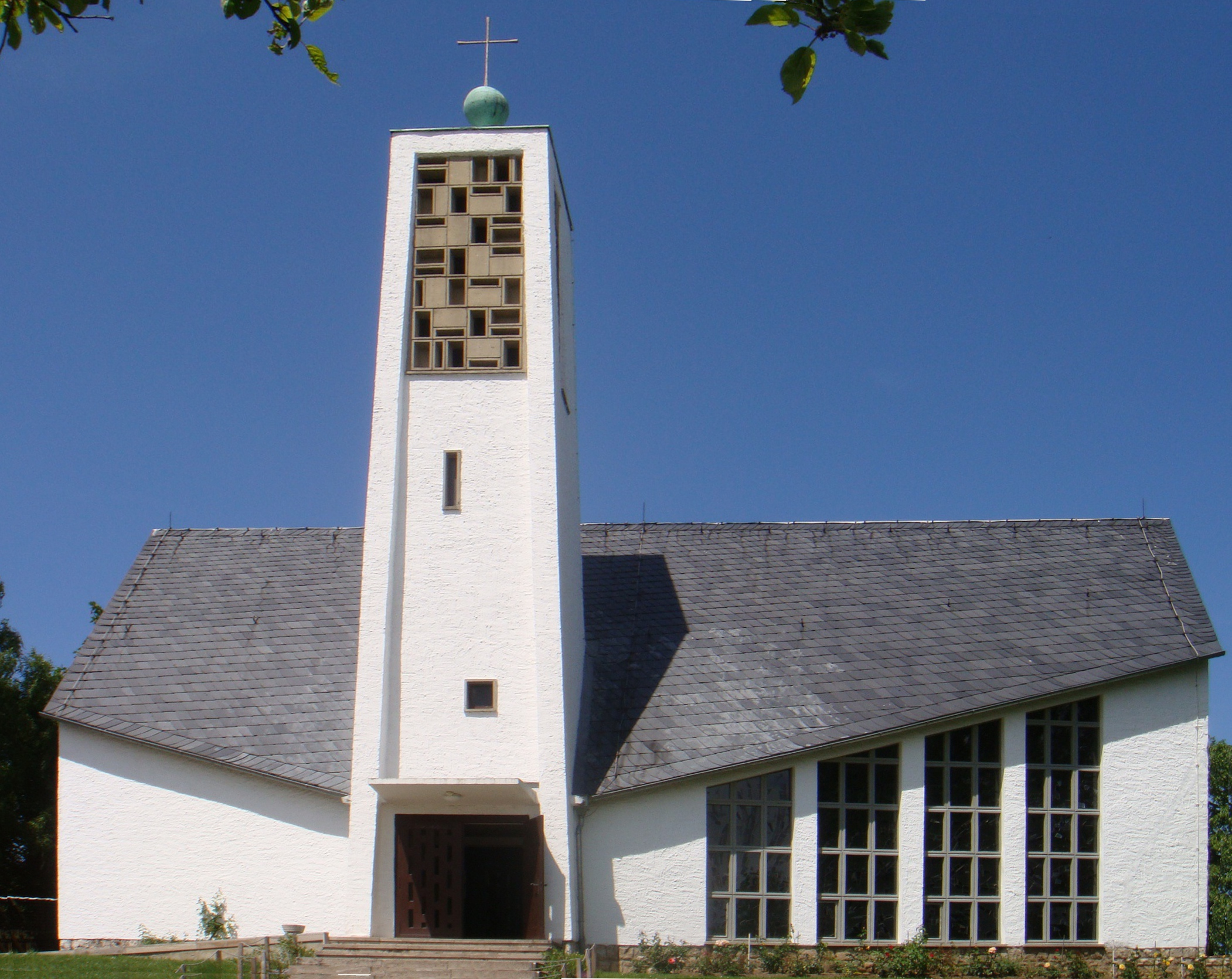
Die Stephanus-Kirche in Weimar-Schöndorf

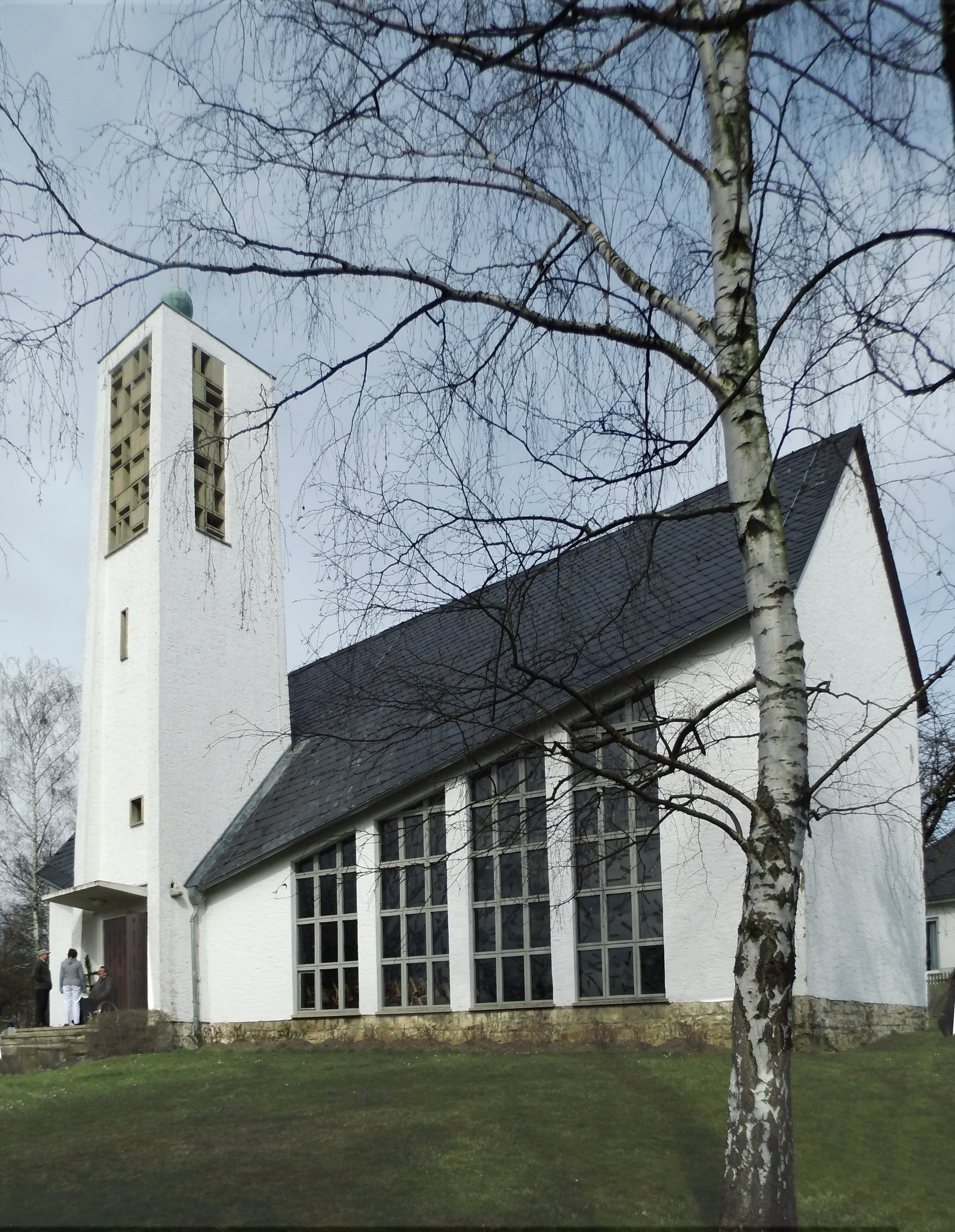
Stephanuskirche Weimar-Schöndorf, Blick aus Südost

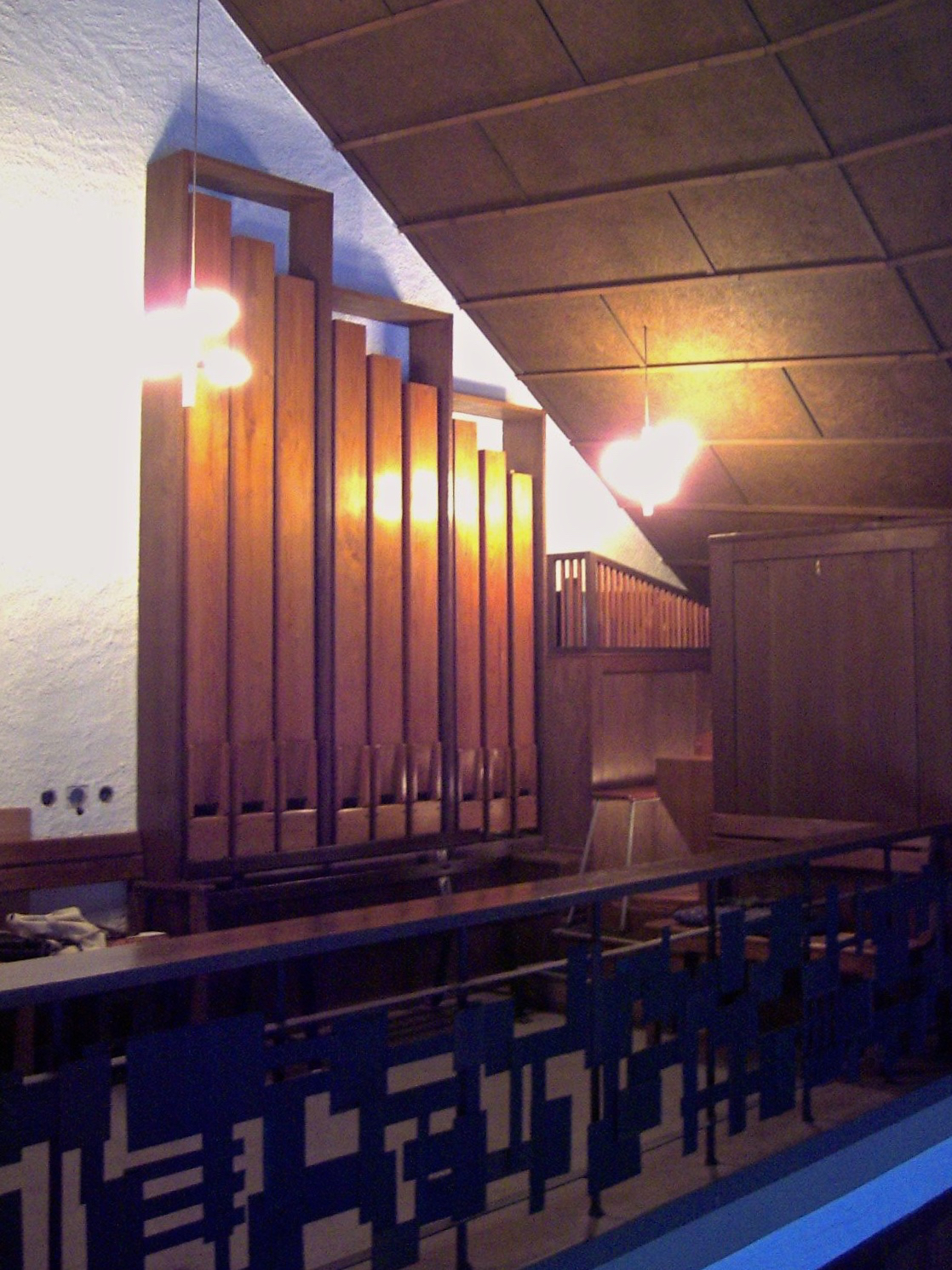
Böhm-Orgel

Die evangelisch-lutherische Stephanuskirche in Weimars Ortsteil Schöndorf wurde von 1964 bis 1966 erbaut. 
Sie ist einer der in begrenzter Zahl neu gebauten oder aus Umbau entstandenen Sakralbauten der DDR. Ihre außergewöhnliche Bauform prägt das Ortsbild.

## Geschichte
Schöndorf gehört seit 1939 zu Weimar und liegt auf der ansteigenden Kammlinie des kleinen Ettersberges zwischen Weimar und Großobringen. 
Mit der Otto-Eberhardt-Gartenstadt (heute Rosa-Luxemburg-Siedlung), in die viele Mitarbeiter metallverarbeitender Berufe aus dem Rheinland und Schlesien kamen, um im wachsenden Weimarwerk zu arbeiten, entstand auch der Wunsch nach Kirchen - damals noch für beide christlichen Konfessionen gesondert. Nach den Schrecken des Zweiten Weltkrieges, besonders unter dem Eindruck der Befreiung des nahen Konzentrationslagers Buchenwald, wurde dieser Wunsch noch stärker, und aktiv nach einem Bauplatz gesucht. 1947 bildete sich in Schöndorf eine eigenständige Kirchgemeinde, nachdem sie zuvor zu Kromsdorf bzw. Tiefurt gehört hatte, und versammelte sich regelmäßig in der alten Dorfschule. Jedoch erforderte die Baugenehmigung unter den politischen Bedingungen der DDR langes, zähes Ringen, mit mehreren Rückschlägen und Wendungen: Bereits besorgtes Baumaterial verschwand über Nacht, den Bauplatz erhielt überraschenderweise die katholische Gemeinde für den Bau ihrer Kirche St. Bonifatius, für das neugefundene Grundstück wurden verschiedenste Ablehnungsgründe vorgebracht - doch konnte schließlich am 25. Juni 1964 Thüringens Landesbischof Moritz Mitzenheim den Grundstein legen.
Die Kirchweihe fand ebenfalls mit Landesbischof Mitzenheim am 15. Mai 1966 statt.
Nach 1994 zur Amtszeit von Pfarrer Martin Steiger wurde die Kirche mit Horst Jährling als Berater innen renoviert.
Heute ist die Kirchgemeinde Schöndorf Teil des Pfarrbereichs Schöndorf-Großobringen im Kirchenkreis Weimar der Evangelischen Kirche in Mitteldeutschland.

## Architektur und Gestaltung
Architekt dieser Kirche war Kirchenbaumeister Klaus Kaufmann aus Eisenach. Die geographische Nähe zum einstigen KZ Buchenwald hatte Einfluss auf die Architektur des Sakralbaus. Die Altarwand, eine metallgestalterisches Werk von Günther Laufer (aus Stanzresten gefertigt), an eine Dornenhecke erinnernd, ähnelt aber auch Stacheldraht, und wird vom Kreuz der Auferstehung durchbrochen. Die roten Steinfliesen beziehen sich auf die blutgetränkte Erde des Ettersberges. In den Anfangsjahren gab es zahlreiche Veranstaltungen zum Gedenken an die Opfer des Konzentrationslagers Buchenwald.
An ihrer Südseite hat die strahlend weiße Kirche eine großflächige Verglasung mit Klarglas und aufgeklebten Farbglasteilen. Dadurch ist der Kirchenraum sehr hell. Auch sind die angedeuteten botanischen Strukturen mit den dem Himmel zustrebenden Halmen eine harmonische Verbindung zur Außenwelt. Nach 50 Jahren ist die ursprünglich als Provisorium gedachte Variante fester architektonisch-künstlerischer Bestandteil der Kirche, eine Sammlung für die erforderliche Sanierung läuft.
Der viereckige, sich nach oben leicht verjüngende Kirchturm steht nicht – wie sonst üblich – an der Westseite des Kirchenbaus, sondern teilt ihn etwa im Verhältnis ein Drittel zu zwei Drittel. Er ist weithin zu sehen und prägt die Dorfsilhouette mit. In ihm ist der Glockenstuhl mit den Glocken untergebracht.
Die künstlerische Gestaltung verantworteten Günther Laufer und Kurt Thümmler.
Die St.-Stephanus-Kirche steht auf der Liste der Kulturdenkmale in Schöndorf (Weimar).

## Orgel
Die Orgel wurde 1969 von Gerhard Böhm (Orgelbauer) gebaut. Sie verfügt über 9 Register, die auf ein Manualwerk und dem Pedalwerk verteilt sind.

## Glocken
Die Kirche hat vier Bronzeglocken der traditionsreichen Gießerei Franz Schilling Söhne aus Apolda, die am 19. Juli 1965 in den Turm gehoben wurden:

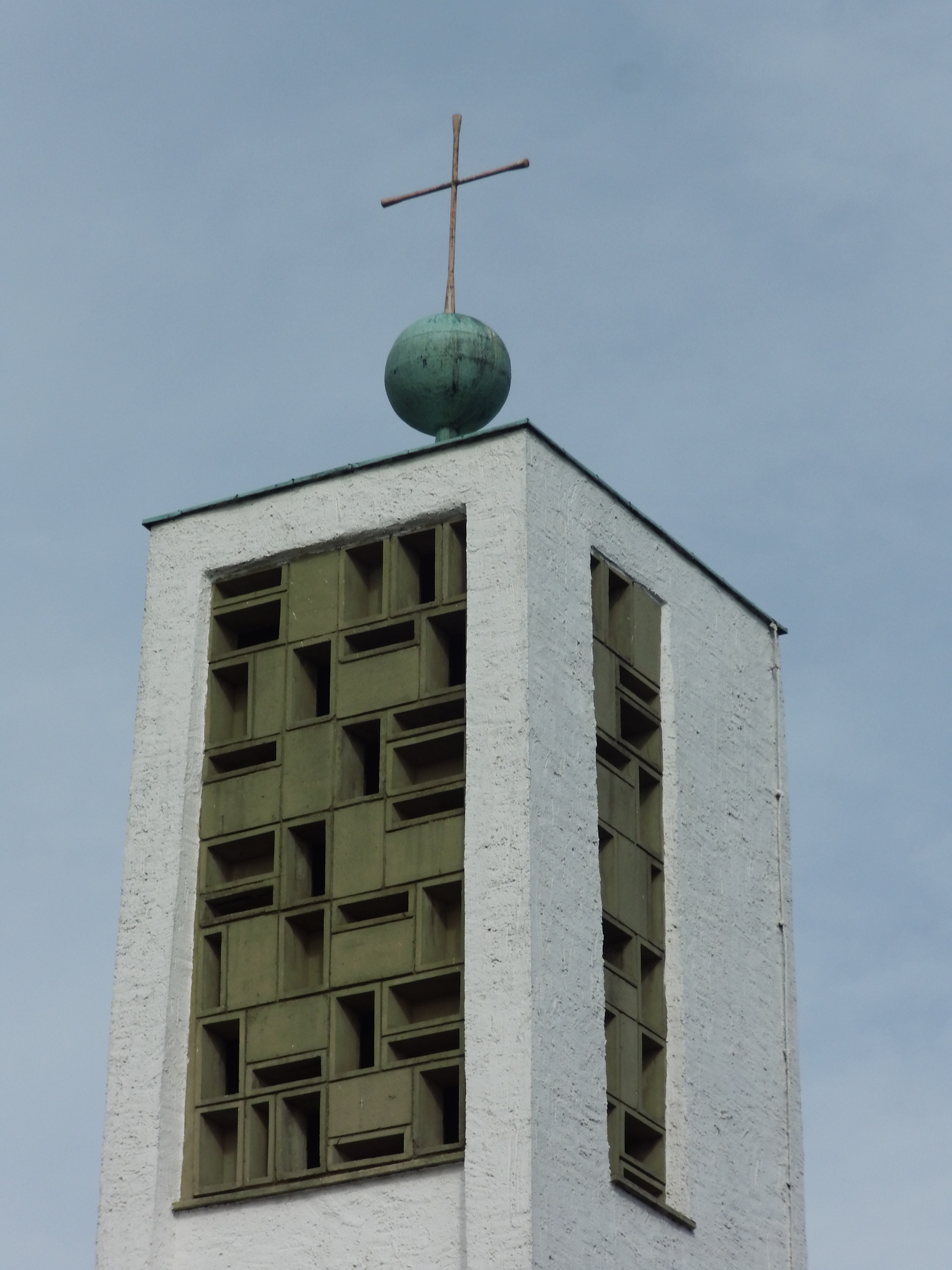
Kirchturm mit Turmkreuz und Glockenstuhl

| Foto | Jahr | Ø   | Masse (kg)   | Nominal | Glockenzier und Inschriften |
| ---- | ---- | --- | ------------ | ------- | --- |
|      | 1965 | 910 | 510 oder 470 | a1      | Schulter: /O LAND, LAND, LAND HOERE DES HERREN WORT//DES HERREN WORT IST WAHRHAFTIG, UND WAS ER ZUSAGT, DAS HÄLT ER GEWISS ♰/ Wolm: Gießerzeichen |
|      | 1965 | 720 | 240 oder 220 | cis2    | Schulter: /SEID FROEHLICH IN HOFFNUNG, GEDULDIG//IN TRUEBSAL ♰ HALTET AN AM GEBET/ Wolm: Gießerzeichen                                            |
|      | 1965 | 600 | 140 oder 120 | e2      | Schulter: /LASSET DIE KINDLEIN ZU MIR KOMMEN UND WEHRET ♰/ /IHNEN NICHT, DENN SOLCHER IST DAS REICH GOTTES ♰/ Wolm: Gießerzeichen                 |
|      | 1965 | 550 | 100          | fis 2   | Schulter: /LASSET EUCH VERSOEHNEN MIT GOTT/ Wolm: Gießerzeichen                                                                                   |

## Namenspatron
Die Kirche ist nach dem ersten christlichen Märtyrer Stephanus benannt.

## Pfarrer der Kirchgemeinde
- Pfarrvikarin Christiane Margarete Luise Günzel (ab September 1962)
- Pfarrer Siegfried Urban (ab Mai 1966)
- Pfarrer Martin Heinz Steiger (1994–2001)[5] (ab September 1994 sowie Kirche Wohlsborn ab 1998)[6]
- Pfarrer Bernd Eichert (ab September 2001)
- Pfarrerin Sabine Hertzsch (ab Januar 2013)
- Pfarrerin Charlotte Reinhold (seit April 2023)

## Verschiedenes
- Zum Dank und zur Erinnerung ist nach dem langjährigen Geistlichen dieser Kirche in Schöndorf die Pfarrer-Urban-Straße benannt.[7]
- Das Jubiläum 50 Jahre Kirchweih wurde mit einem Festwochenende vom 29. April bis 1. Mai 2016 gefeiert.[8][9]